# Micromus placidus
Micromus placidus is een insect uit de familie van de bruine gaasvliegen (Hemerobiidae), die tot de orde netvleugeligen (Neuroptera) behoort. 
Micromus placidus is voor het eerst wetenschappelijk beschreven door Banks in 1937.